# 崔敬忠
崔敬忠（1962年—），汉族，中华人民共和国政治人物、第十一届全国政协委员。
担任中国航天科技集团公司五院五一〇所研究室主任。2008年，当选第十一届全国政协委员，代表科学技术界，分入第三十组。